# Taksim ist überall
Taksim ist überall. Die Gezi-Bewegung und die Zukunft der Türkei ist ein politisches Sachbuch des deutsch-türkischen Journalisten und Autors Deniz Yücel (geboren 1973). Neben einem Abriss der türkischen Geschichte behandelt es die Zivilgesellschaft während der Proteste in der Türkei 2013 und danach sowie eigene Erlebnisse des Autors. Der Buchtitel greift die Parole „Taksim ist überall – Widerstand ist überall“ auf, die während der Gezi-Park-Proteste entstand. Der Hamburger Verlag Edition Nautilus veröffentlichte das Buch 2014 in der Reihe „Nautilus Flugschrift“.
Nachdem Yücel am 14. Februar 2017 in der Türkei inhaftiert worden war, erschien im April 2017 eine überarbeitete Solidaritätsausgabe. Yücel wurde am 16. Februar 2018 nach 367 Tagen aus der Haft freigelassen. Er widmete das Buch dem Jugendlichen Berkin Elvan, der als Unbeteiligter während der Proteste verletzt wurde und nach neun Monaten im Koma im März 2014 starb.

## Entstehung und Veröffentlichungen

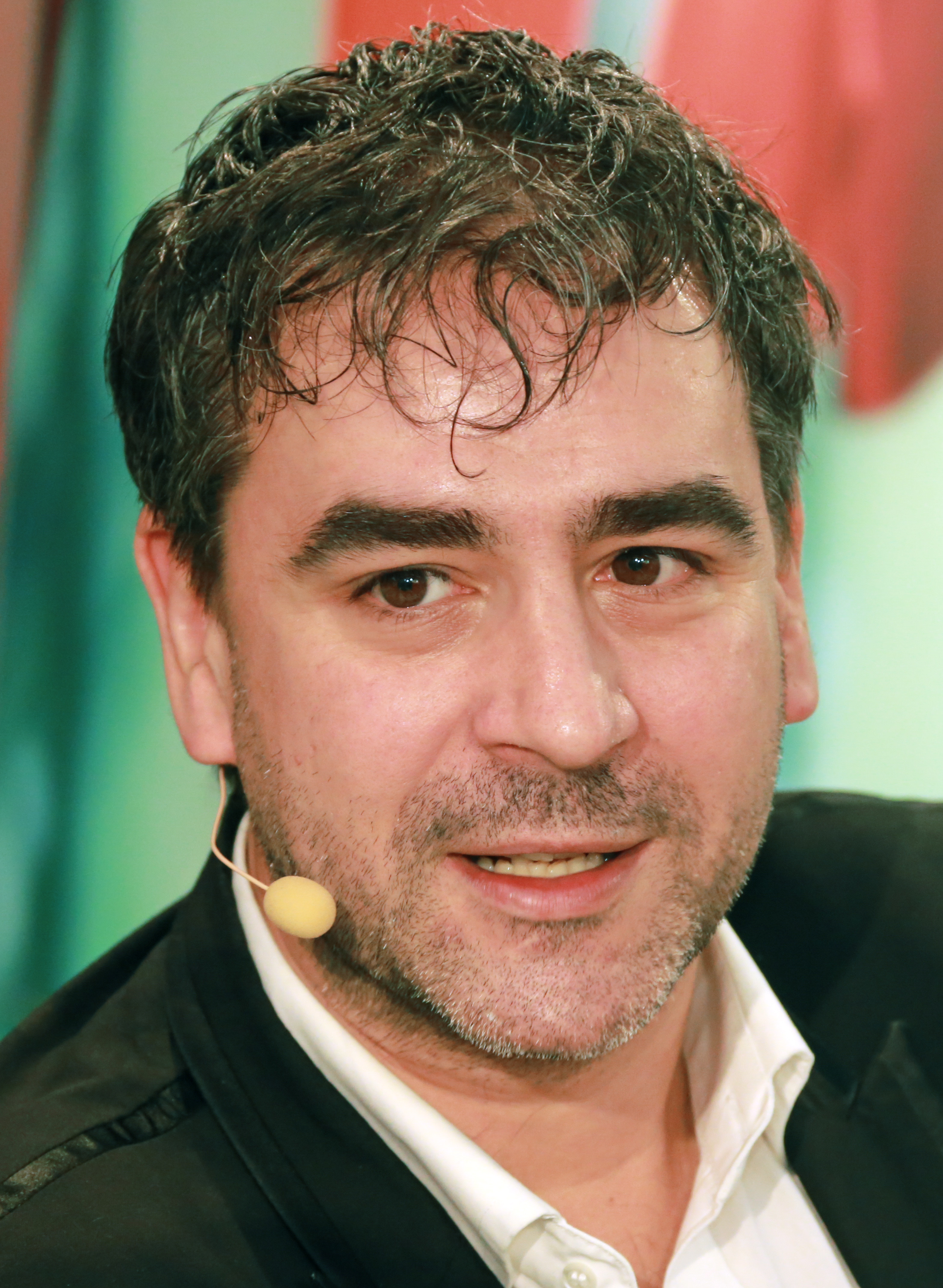
Autor Deniz Yücel (2014)

Deniz Yücel war Redakteur der tageszeitung (taz), als er das Buch schrieb. „Du musst kommen“, forderte ihn eine Freundin in einer E-Mail auf, als der Aufstand begonnen hatte, „das İstanbul, das du kennst, gibt es nicht mehr.“ Yücel folgte ihrer Aufforderung. Er wollte vier Tage bleiben, daraus wurden sechs Wochen. Nach dem Tag der Räumung des Gezi-Parks beobachtete er, wie zehntausende Menschen zum Taksim-Platz durchzukommen versuchten, mit Tränengas angegriffen wurden, und wie „eine mit Knüppeln bewaffnete Gruppe von AKP-Leuten aus Kasımpaşa kam und vor den Augen der Polizei auf Menschenjagd ging“. Für die Recherchen ein halbes Jahr später erhielt Yücel ein Grenzgänger-Stipendium der Robert Bosch Stiftung; seine Bewerbung dafür unterstützte das Literarische Colloquium Berlin. Während seiner Recherchen in İstanbul und anderen Städten in der Türkei sprach er mit mehr als hundert Menschen.
Taksim ist überall erschien 2014, gegen Ende des Jahres war die erste Auflage vergriffen. Obwohl der Verlag das Buch als grandios ansah, entschied er sich gegen eine weitere Auflage, nachdem die Nachfrage gesunken war. Yücel nahm bereits Überarbeitungen und Aktualisierungen vor, die jedoch für die folgende Auflage 2017 nicht autorisiert werden konnten, weil der Verlag während seiner Haft nicht mit ihm Kontakt aufnehmen konnte. Die Nachrichtenübermittlung übernahmen seine Anwälte und seine Schwester, die ihn im Gefängnis besuchen durften. Yücel nannte in der Haft Freunde, die sich der Überarbeitung annahmen. Doris Akrap (taz), Daniel-Dylan Böhmer (Die Welt) und Özlem Topçu  (Die Zeit) schrieben gemeinsam das Vorwort der Sonderausgabe und riefen weitere Kollegen zu Hilfe, die jeweils ein Kapitel auf nötige Aktualisierungen prüften. Innerhalb kurzer Zeit war die neue Ausgabe abgeschlossen. Die Solidaritätsausgabe erschien im April 2017. Je verkauftem Exemplar geht zusätzlich zum ursprünglich vereinbarten Honorar ein „Solidaritätseuro“ an Yücel. Der Verlag bedankte sich für deren finanzielle Unterstützung bei der Druckerei Beltz und der Tageszeitung Die Welt, „die diese Neuauflage erst ermöglicht“ hätten.

## Inhalt
Das Sachbuch ist in 16 Kapitel gegliedert. Dem Inhalt der Solidaritätsausgabe von 2017 sind eine Vorbemerkung des Verlags und ein Vorwort von Doris Akrap, Daniel-Dylan Böhmer und Özlem Topçu vom März 2017 vorangestellt. Der Danksagung (Teşekürler) Yücels an seine Eltern, Freunde und Kollegen sowie weitere Unterstützer am Ende des Buchs folgt ein Abkürzungsverzeichnis der genannten Parteien, Institutionen und Organisationen.
- 1. Taksim: Ein politischer Platz

Yücel beschreibt seine frühesten Beziehungen zum Taksim-Platz: ein Foto seines Urgroßvaters Alim bei seinen Eltern, ein weiteres, das Deniz Gezmiş zeigte, nach dem ihn seine Eltern benannten, und das am Atatürk-Kulturzentrum am Taksim-Platz angebracht war. Er erinnert an den 1. Mai 1977, als dort eine halbe Million Menschen die Rede Kemal Türklers hörten, als mindestens 34 Menschen durch Schüsse von umliegenden Gebäuden oder tödliches Gedränge in einer Nebengasse ums Leben kamen. Der Platz wurde zum „Heiligtum der Linken“, doch ist er auch für Islamisten bedeutsam. Für sie geht es um die unter Selim III.  erneuerte Topçu-Kaserne, auf deren Fläche der Gezi-Park angelegt wurde, wofür auch der armenische Friedhof eingeebnet wurde.
Recep Tayyip Erdoğan will die Kaserne, deren Besatzung am 31. März 1909 gegen die Jungtürken revoltierte, rekonstruieren lassen, wobei er widersprüchliche Angaben über eine Nutzung macht. Ein Historiker der Universität Istanbul  stellt fest, dass dieses Datum seinen Erstsemestern so geläufig ist wie kein anderes aus der Geschichte des Osmanischen Reichs. Für Kemalisten sei es ein Tag des Sieges der fortschrittlichen Kräfte über die Reaktion, für die Islamisten sei es der Beginn einer hundert Jahre währenden Bevormundung durch das Militär. Für sie sei der Taksim-Platz der symbolische Ort dieser Niederlage. In der Interventionsarmee, die den Aufstand 1909 niederschlug, kämpfte Yücels Urgroßvater Alim.
- 2. Gezi: Der Park der Anderen

Wie jeder soziale Aufstand sei die Gezi-Bewegung völlig überraschend gekommen, stellt Yücel fest. Zwischen Ende Mai bis Ende September 2013 entwickelte sich das „Gezi-Gefühl“. Es war weiblich: An den Protesten nahmen nach Angaben der türkischen Polizei zur Hälfte Frauen teil, womöglich mehr als 50 Prozent. Über soziale Netzwerke verbreiteten sich Aufnahmen, die zu Ikonen des Widerstands wurden, Fotos von Frauen, denen Pfefferspray ins Gesicht gesprüht wurde, die sich mit offenen Armen vor den Strahl eines Wasserwerfers stellten. Das „Gezi-Gefühl hat Humor“, der sich in Tweets, Sprechchören und Graffiti ausdrückte und die Herrschenden der Lächerlichkeit preisgab. Das „Gezi-Gefühl ist jung“: 40 Prozent der Gezi-Park-Demonstranten waren laut einer repräsentativen Umfrage der İstanbul Bilgi Üniversitesi zwischen 19 und 25 Jahre alt, weitere 26 Prozent im Alter von 26 bis 30 Jahren. Für 53 Prozent der Demonstranten war es die erste Teilnahme an einer politischen Aktion. Hätte nicht Ministerpräsident Erdoğan die Bewegung als çapulcu bezeichnet und Verschwörungstheorien über Hintermänner entwickelt, wäre die Polizei nicht bereits am 29. Mai 2013 brutal gegen wenige hundert schlafende Besetzer im Gezi-Park vorgegangen, sondern hätte Erdoğan seine Pläne aufgegeben, wäre es nicht zu Straßenkämpfen gekommen, meint Yücel.
- 3. Tarlabaşı: Das Kurdistan im Herzen der Stadt

An den Fliegenden Händlern von Istanbul zeige sich Glanz und Elend des Kapitalismus, schreibt Yücel. Mehrheitlich sind die Händler Kurden, darunter achtjährige Kinder. Der 17-jährige Mithat aus dem Stadtteil Tarlabaşı hat während der Proteste zeitweilig mitgemacht, weil er sich vom Staat als Bürger zweiter Klasse behandelt fühlt. Tarlabaşı ist dem Verfall ausgesetzt, doch nun entsteht „das neue Tarlabaşı“. Anfang 2013 wurden dafür 278 Gebäude abgerissen, von denen 210 unter Denkmalschutz standen. Für viele Bewohner ist es nicht die erste Vertreibung: In den 1990er Jahren wurden nach einem Bericht des türkischen Parlaments 2663 kurdische Dörfer geräumt, andere Institutionen nennen mehr als 3000 und 4000 Dörfer.
- 4. Cihangir: Die Promis von nebenan

Auf Yücels Frage, ob sich den Protesten so viele Künstler und Schauspieler anschlossen, weil ohnehin so viele Menschen auf der Straße gewesen seien, oder ob sich so viele Menschen den Protesten anschlossen, weil so viele Prominente mitmachten, gibt ihm die Schauspielerin Zuhal Şener die Antwort. Beides sei richtig. Die Menschen hätten sich einerseits ermutigt gefühlt, wenn sie im Fernsehen ihre Serienhelden gesehen hätten, andererseits wohnten viele Schauspieler in der Nähe des Parks im Stadtteil Cihangir. Sie hätten sich, nachdem die Polizei Zelte der Demonstranten angezündet hatten, in einer Art Telefonkette untereinander benachrichtigt.
Andere Künstler wie der Pianist Davide Martello, der abends sein Klavier auf den Platz brachte und spielte, seien erst durch die Proteste populär geworden. Die Proteste hatten Konsequenzen: Die Rundfunkgesellschaft TRT setzte zwei Fernsehserien ab, deren Mitwirkende die Proteste unterstützten.
Als erster Schriftsteller verarbeitete Ahmet Ümit mit Beyoğlu ’nun En Güzel Abisi (Der schönste Bruder von Beyoğlu) die Ereignisse in einem Roman, der im Herbst 2013 herauskam. Ihm warfen Kritiker vor, er habe aus Gezi Kapital schlagen wollen. Ümit berichtet, der Roman sei fast fertig gewesen, Gezi habe er folglich eingearbeitet – denn „wie hätte ein Roman ausgesehen, der im Jahr 2013 in Beyoğlu spielt, aber nicht auf Gezi eingeht?“. „Verrückt oder feige.“
- 5.  Beşiktaş: Ein Viertel und sein Fußballclub

Für die Mitglieder von Çarşı, den Fanclub des Fußballvereins Beşiktaş Istanbul, brachte ein Polizeieinsatz einige Wochen vor den Gezi-Park-Protesten das Fass zum Überlaufen: Die Polizei versperrte den Fans den Weg zum letzten Spiel ihres Vereins im İnönü Stadı vor dem Abriss des Stadions. Es kam zu heftigen Straßenkämpfen. Bei den Gezi-Park-Protesten war ihre Ecke mit Zelten die lauteste, bei den Aufmärschen ihr Block der fröhlichste – und im Park versuchten sie, für die Sicherheit aller Beteiligten zu sorgen und Streitigkeiten zu schlichten.
Onur, zu Beginn der Proteste 28 Jahre alt, Sohn eines Lehrers und einer Krankenschwester, kündigte fristlos sein Arbeitsverhältnis bei einer Bank, die mit der AKP Präsident Erdoğans eng verbunden ist. Sein Vater warnte ihn, sich zu beteiligen, es bringe nichts, „wir haben uns jahrelang mit Politik beschäftigt und nichts erreicht“. Onur entgegnete: „Ich bin auf den Barrikaden, weil ihr keinen Erfolg hattet.“ Der Vater meldete sich später wieder, zeigte sich besorgt, aber auch stolz: „Macht, was wir nicht geschafft haben – macht aus diesem Land eine echte Demokratie.“
Im September 2013 entstand eine weitere Fangruppe des Vereins, 1453 Kartaları (1453 Adler). Sie gibt an, unpolitisch zu sein, doch wird vermutet, dass sie von der AKP gesteuert wird. 1453 ist das Jahr, in dem Istanbul zur neuen Hauptstadt des Osmanischen Reichs wurde.
- 6.  Nişantaşı: Die Çapulcu-Bürger

Nişantaşı beschreibt Yücel als eines der nobelsten Viertel der Stadt, dort wuchs zum Beispiel Orhan Pamuk auf. Als „ Çapulcu“ (Räuber, Plünderer) verunglimpfte Erdoğan politische Gegner. Den Ausdruck verwandelten die Protestierenden in eine positive Selbstbezeichnung. Zu Çapulcu wurden während der Proteste auch Unternehmer und Manager. Yücel zitiert aus einer Umfrage des Economist, wonach mehr als die Hälfte von 137 befragten Vorstandsvorsitzenden angegeben hätten, die Demonstranten im Gezi-Park selbst aufgesucht zu haben. Chefs von Einzelhandelsunternehmen erklärten, bei einer Bebauung des Parks dort keine Filialen eröffnen zu wollen. Der Unternehmer und Politiker Cem Boyner stand bei Demonstranten in Nişantaşı und trug ein Schild mit der Aufschrift „Ich bin auch ein Çapulcu“.
Yücel porträtiert weitere Personen der Mittel- und Oberschicht wie eine Selfmade-Frau, deren Firma Bauprojekte plant und verkauft. Sie beteiligte sich an Gezi, um nicht Teil einer Gesellschaft zu sein, die widerspruchslos alles mit sich machen lässt.
Die Leitung des Luxushotels Divan, das auf dem Gelände des armenischen Friedhofs errichtet wurde und der Koç Holding gehört, gestattete Ersthelfern zur Versorgung verletzter Demonstranten ein Notlazarett einzurichten. Auch andere Hotels öffneten die Türen für Demonstranten, die sich in der Lobby ausruhten, Toiletten benutzten und Mobiltelefone aufluden. Bei der Räumung des Parks flüchteten Demonstranten in die Hotels, 200 von ihnen in das Hotel Divan. Dort hielten sich auch Sezgin Tanrıkulu und Claudia Roth auf. Die Polizei schoss Tränengas in die Foyers. Claudia Roth sagte: „Es ist wie im Krieg“, der Unternehmer Mustafa Koç sprach später von einer rein humanitären Hilfe: „Ein großer Teil der Menschen, die die Polizei mit Tränengas zu vertreiben versucht, steht in Todesangst vor Ihrer Tür und will rein. Und diese Situation wiederholt sich Tag für Tag. Was würden Sie machen?“
- 7.  Kadıköy: Atatürks neue Enkel

Als einen der großen Momente von Kadıköy bezeichnet Yücel die Demonstration mehrerer tausend Menschen nach dem gewaltsamen Tod des 18-jährigen Kurden Medeni Yıldırım in einem Dorf bei Lice in der südöstlichen Provinz Diyarbakır. Er wurde Ende Juni 2013 von der Armee bei dem Protest gegen den Bau einer Gendarmeriekaserne erschossen. Organisiert wurde die Demonstration, deren Teilnehmer die Parole „Taksim ist überall – Widerstand ist überall“ abwandelten zu „Lice ist überall – Widerstand ist überall“, unter anderem von jungen Mitgliedern der sozialdemokratischen und kemalistischen Partei CHP. Eine Philosophiestudentin, die den kurdischen Nationalismus ablehnt, sagt, niemand wisse, wie viele Medenis ums Leben gekommen seien, und sie hätten davon nichts mitbekommen. Ihr Freund, mit einer Atatürk-Tätowierung auf der Brust, wirbt für eine Neuinterpretation des Kemalismus, die Partei müsse sich kritisch mit ihrer Geschichte auseinandersetzen.
- 8. Gazi: Die beinah befreite Zone

Das Stadtviertel Gazi, in dem sich die Unruhen von 1995 ereigneten, gehört nach Yücels Einschätzung zu den größten und berühmtesten aufrührerischen Vierteln İstanbuls. Die jungen Leute von dort fühlen sich gebrandmarkt – es gehört zu den mehrheitlich von Aleviten bewohnten Vierteln türkischer Großstädte –, und vor ihrer Teilnahme an den Gezi-Protesten fühlten sie sich als arme Träumer belächelt. Arzu, geboren 1987, hat Kommunalverwaltung studiert und bezeichnet sich als Berufsrevolutionärin. Sie habe auf die Gleichaltrigen aus den Reichenviertel herabgesehen, weil sie ihnen die Fähigkeit zum Kämpfen absprach, erklärt sie. Die gegenseitige Geringschätzung gebe es nun nicht mehr, man sei sich nicht mehr so fremd.
Aus einem Gespräch mit jungen Vertretern der Volksfront, die der auch außerhalb der Türkei als terroristische Vereinigung geltenden DHKP-C nahesteht, berichtet Yücel, ihnen sei es bei den Gezi-Protesten weniger um die Rettung des Parks gegangen, als vielmehr um Gerechtigkeit, wie ihm der 22-jährige Oğuz erklärt. Wenn die Polizei mit Gewalt gegen Menschen vorgehe und das Volk sich wehre, sei ihr Platz an der Seite des Volkes. Im weiteren Verlauf des Gesprächs, bei dem Yücel den Mittdreißiger Hasan als Aufpasser der Jüngeren identifiziert, geht es unter anderem unter Homosexualität, Alkohol und Verwahrlosung im Viertel. Verwahrlosung ist für sie Profifußball, Mode, Popmusik. Hasan empört sich über einen Vergleich mit der AKP und „merkt nicht, dass er noch bei dem Versuch, sich von der AKP abzugrenzen, so klingt wie Erdoğan“, resümiert Yücel.
- 9. Fatih: Die Grenzgänger

Als exotischste Fraktion der Gezi-Park-Proteste nennt Yücel die Gruppen „Revolutionäre Muslime“ und die „Antikapitalistischen Muslime“. Er verdeutlicht dies an einem Foto vom 9. Juli 2013 vom Fastenbrechen am ersten Tag des Ramadan von der Geschäftsstraße İstiklal Caddesi, die zum Taksim-Platz führt. An diesem Abend hatte die Stadtverwaltung – auf der einen Seite der Polizeikette – zum Fastenbrechen eingeladen. Dort servierten Kellner an weiß gedeckten Tischen tausend Menschen ein üppiges Abendmahl – zehntausend waren es auf der anderen Seite im Angesicht von Wasserwerfern. Zu diesem Fastenbrechen hatten die Antikapitalischen Muslime aufgerufen, ihren Sitz hat die Gruppe in Fatih. Die AKP Erdoğans halten Yücels Gesprächspartner aus beiden Gruppen für eine kapitalistische Partei, die nur die Herrschaft der Kemalisten fortführe, wenn auch mit islamischem Anstrich.
- 10. Internet: Eine Plage namens Twitter

Auf die Rolle der Medien und Kommunikationswege wie den Mikrobloggingdienst Twitter geht Yücel ein, ausgehend von dem BBC-Dokumentarfilm Penguins – Spy in the Huddle. Ihn strahlte CNN Türk am 1. Juni 2013 aus, während CNN International live von den Kämpfen am Taksim-Platz berichtete. CNN Türk habe einige Zeit gebraucht, das Programm umzustellen, räumt ein CNN Türk-Programmredakteur ein. Eine Freundin Yücels sieht einen weiteren Grund, warum neben CNN Türk auch andere Medien umschwenkten und schließlich doch über die Proteste berichteten: Vor der Zentrale des Nachrichtensenders NTV im Stadtteil Maslak hatten sich 2000 bis 3000 Beschäftigte von umliegenden Banken und Firmen in ihrer Mittagspause versammelt und NTV so dazu gebracht, im laufenden Programm von ihrem Protest gegen Nachrichtenunterdrückung zu berichten. Dazu verabredet hatten sie sich über Twitter.
Das zwischen dem 29. Mai und dem 3. Juni am meisten verwendete Hashtag war nach einer Analyse von LinkedIn  #DirenGeziParkı (diren = Widerstand leisten), es wurde insgesamt 5,6 Millionen Mal verschickt. Am 2. Juni 2013 sprach Ministerpräsident Erdoğan in einem Interview des Senders Habertürk TV von einer „Plage namens Twitter“  und benutzte darin zum ersten Mal das Wort Çapulcu. Auch die Gegenseite der Protestierenden setzte Tweets ein, zum Beispiel Melih Gökçek, 2013 Oberbürgermeister von Ankara. Er erklärte etwa eine BBC-Journalistin zur Vaterlandsverräterin und forderte seine Follower zum „demokratischen Protest“ auf; die Journalistin erhielt daraufhin tausende Tweets mit Beschimpfungen, Vergewaltigungs- und Morddrohungen.
Die Frage, was oppositionellen Journalismus in der Türkei ausmacht, beantwortet eine Kolumnistin und Reporterin der Zeitung Radikal: „In der Türkei reicht es,  einfach nur das zu berichten, was passiert.“
- 11.  Ankara:  Kurz vor der Revolution

In der Hauptstadt Ankara war der Stadtteil Kızılay das Zentrum der Proteste, insbesondere der Kızılay-Platz. Dort fanden in den ersten Wochen im Juni 2013 schwere Straßenschlachten statt. Als „Gazi von Ankara“ bezeichnet Yücel Tuzluçayır im Bezirk Mamak, in dem viele Aleviten leben, die sich an den Protesten beteiligen und sich am 1. Juni 2013 zum Kızılay-Platz vorkämpfen, ihn einnehmen und die Polizei zum Güven-Park zurückdrängen. Dort wird ein 27 Jahre alter Schlosser erschossen. Er gehörte zu den Aleviten – wie weitere fünf in direktem Zusammenhang mit den Protesten getötete Demonstranten. Den Kızılay-Platz erobert die Polizei zurück. Ein 19-jähriger Schüler meint dazu, die Situation sei eine andere gewesen als in İstanbul. Gleich hinter dem benachbarten Gülen-Park liegt Çankaya mit dem Amtssitz des Ministerpräsidenten, Ministerien und dem Parlamentsgebäude. Die Älteren aus den politischen Gruppen hätten entschieden, nicht weiterzugehen, dort bekämen sie es zusätzlich zur Polizei mit der Gendarmerie zu tun. Sie würden nicht mit Steinen gegen Maschinengewehre kämpfen.
- 12.  Dersim:  Immer marginal

Auch nach Dersim kamen die Proteste, die dort eine Aufbruchstimmung bewirkten, berichtet Songül, eine junge Geologin, doch so plötzlich, wie sie kamen, seien sie wieder verschwunden. Yücel beschreibt das Tal des Munzur als eine der schönsten Regionen der Türkei. Die Menschen in der Provinz Tunceli (früher Dersim) haben Erfahrung mit Widerstand: Der Munzur-Vadisi-Nationalpark steht seit 1971 unter Schutz; dennoch entwickelte die AKP-Regierung Pläne für den Bau von sechs Wasserkraftwerken und vier Staudämmen an Munzur und dessen Nebenfluss Pülümür Çayı. Die Pläne wurden 2013 von einem Gericht gestoppt.
Barış, ein junger Rechtsanwalt, hat in İstanbul studiert und ist nach Dersim zurückgekehrt. Er sagt, der Widerstand gegen den Abriss des Gezi-Parks habe eine andere Dimension angenommen, am Anfang sei es eine Großstadtversion dessen gewesen, was die Menschen in Dersim und anderen Regionen der Türkei im Kleinen angefangen hätten: Es sei ein lokaler, ökologischer Widerstand gegen ein Projekt zur Ausplünderung der Natur ohne Rücksicht auf die Menschen und die Kultur gewesen.
- 13. Kayseri: Im Herzen des Tigers

Kayseri bezeichnet Yücel als Kernland der AKP. Sprichwörtlich sei der Geschäftssinn der Bevölkerung, es sei eine Hochburg der „anatolischen Tiger“ – der islamischen Kapitalfraktion: wirtschaftlich erfolgreich, in einem technizistischen Sinne modern, sauber, fromm, etwas protzig, ziemlich geschmacklos und sehr langweilig. Für junge Leute, die sich amüsieren wollen, gibt es gerade mal ein Café und zwei Suppenläden, wo sich Jungen und Mädchen treffen können, berichtet eine 22 Jahre alte Jurastudentin. Für die Älteren nach dem Gebetsruf zum Nachtgebet nichts mehr, Alkohol wird nur im Hotel Hilton ausgeschenkt. Die Wohlhabenden amüsieren sich in Ürgüp, das 60 Kilometer entfernt in der Tourismusregion Kappadokiens liegt.
Die Gezi-Proteste griffen auch auf Kayseri über, und ein halbes Jahr später ist Beteiligten noch der Stolz darüber anzumerken, schreibt Yücel. Am ersten Abend seien sie im Univiertel auf die Straße gegangen, es seien vielleicht 500 Leute gewesen, berichtet Yusuf. Sie seien von der Polizei gleich mit Wasserwerfern und Tränengas angegriffen worden. Am nächsten Tag demonstrierten 5000 Menschen am Cumhuriyet-Platz, auch sie trieb die Polizei gewaltsam auseinander. Dann wurde beschlossen, im zentralen Kurşunlu-Platz zu zelten, erklärt Aykut, der 23 Jahre alte Ortsvorsitzende der Türkiye Gençlik Birliği (TGB). 17 Tage hätten sie durchgehalten. Am folgenden Tag wollte Erdoğan, zu der Zeit Ministerpräsident, eine Kundgebung abhalten. Sie hätten beschlossen, die Zelte abzubauen, „die hätten uns dann sowieso geräumt“. Die Zahl der aktiven TGB-Mitglieder in der Stadt verdoppelte sich anschließend nahezu.
- 14. İzmir: Bei den Ungläubigen

İzmir, die drittgrößte Stadt der Türkei, wurde laut Yücel schon zu osmanischer Zeit als „ungläubiges İzmir“ bezeichnet. Bis 1922 stellten Griechen, Juden und andere Nichtmuslime die Bevölkerungsmehrheit. Auch nach der „Kleinasiatischen Katastrophe“ sei es eine eher mediterrane als kleinasiatische Stadt geblieben. Oberbürgermeister Aziz Kocaoğlu beklagt, sie werde vom Zentralstaat vernachlässigt.
In der Stadt beginnen die Proteste am 31. Mai 2013. Nach Aufrufen über Twitter versammeln sich Mitglieder politischer Organisationen am Konak-Platz. Gruppen ziehen weiter zur AKP-Zentrale im Bezirk Basmane, Straßenschlachten sind die Folge. Mit schweren Krawallen geht es am nächsten Tag weiter, Hunderttausende sollen auf den Straßen gewesen sein. Einrichtungen sowohl der Gülen-Bewegung als auch der AKP werden niedergebrannt. Yücel lässt einen Mitarbeiter der Menschenrechtsstiftung der Türkei (Türkiye İnsan Hakları Vakfı, TİHV) zu Wort kommen: Er habe versucht, Menschen von Vandalismus abzubringen. Es sei nicht möglich gewesen. Niemand habe eine solche Menschenmenge kontrollieren können. Als Menschenjagd bezeichnet er, was geschah, als Unbekannte in Zivil auftauchten, die mit Knüppeln bewaffnet waren.
- 15.  Antakya: Am Rand des Krieges

In Antakya in der Südtürkei kamen der Student Ahmed Atakan, der 22 Jahre alte Wachmann Abdullah Cömert, der Mitglied der CHP war, und der 19 Jahre alte Lehramtsstudent Ali İsmail Korkmaz ums Leben. Yücel erfragt von ihren Hinterbliebenen die Todesumstände.
Korkmaz’ Bruder Gürkan berichtet, Ali İsmail habe am 3. Juni 2013 an den Protesten in Antakya teilgenommen, sei vor der dem Einsatz von Tränengas und Wasserwerfern in eine Seitenstraße geflohen, wo er zusammengeschlagen worden sei. Am folgenden Tag stellten Ärzte eine Hirnblutung fest. Er starb nach 37 Tagen im Koma. Videoaufzeichnungen an Geschäften vom Geschehen seien professionell gelöscht worden. Später tauchte eine andere Aufzeichnung auf, die Knüppelangriffe auf ihn belegten. Angeklagt wurden acht Männer, darunter vier Polizisten, sowie ein Arzt wegen Verletzung der Sorgfaltspflicht.
Abdullah Cömerts Todesumstände waren eindeutig, dennoch räumten die Behörden sie erst Monate später ein. In einer Gasse traf ihn am 3. Juni 2013 abends eine Tränengaspatrone am Hinterkopf, er starb noch in der Gasse.
Widersprüchliche Darstellungen gibt es zum Tod von Ahmet Atakan, der mit Anfang 20 im September 2013 während der letzten Welle der Gezi-Proteste ums Leben kam. Laut Autopsiebericht erlitt er eine schwere Kopfverletzung, als Todesursache wird von einem Sturz ausgegangen. Für die Staatsanwaltschaft stürzte er vom Dach eines Gebäudes, das zeigt nach ihrer Auffassung eine Videoaufzeichnung. Auf ihr ist zu sehen, wie ein regloser Körper auf die Straße stürzt. Ahmet Atakans Bruder bezweifelt die Darstellung der Staatsanwaltschaft. Er fragt, wie es sein könne, dass sein Bruder sich nicht instinktiv zu schützen versucht habe. „Und wie kann ein erwachsener Mann von einem Dach fallen, das von einer 50 Zentimeter hohen Mauer umgeben ist?“ Augenzeugen berichteten, dass er von einer Tränengaspatrone getroffen wurde, die aus einem Panzerwagen abgefeuert worden sei.
- 16. Ausland:  Çapuling Diaspora

Mit zwei Themen beschäftigt sich Yücel im letzten Kapitel. Er erinnert daran, dass sich im September 2013 der Tag zum 50. Mal jährte, an dem das Assoziierungsabkommen EWG – Türkei dem Staat eine spätere Mitgliedschaft in Aussicht stellte. 1999 folgte die Anerkennung als Beitrittskandidat zur EU. Yücel stellt fest, ein EU-Beitritt spiele keine Rolle mehr, doch sei Europa auch kein Garant mehr für Prosperität, kein verlässliches Bollwerk von Demokratie und Menschenrechten. Yücel zitiert einen Kommentar von Felix Dachsel in der tageszeitung vom Juni 2013: „Wie soll man den türkischen Premier von Meinungs- und Pressefreiheit überzeugen, wenn man in Griechenland aus Kostengründen das Staatsfernsehen abschaltet?“
Der Abschnitt Warum ich in Istanbul bin ist eine überarbeitete Fassung einer Kolumne aus der tageszeitung vom 19. Juni 2013. Yücels Erklärung: Er sei hergekommen, weil er seit Beginn des Aufstands das Gefühl gehabt habe, dass jetzt dort sein Platz sei – wie es anderen deutsch-türkischen Kolleginnen gegangen sei, die ohne Auftrag ihrer Redaktionen gekommen seien. Er nennt beispielhaft Özlem Gezer vom Spiegel, die später schrieb, sie sei nun auch ein Çapulcu. Andere wie Fatih Akın, Sibel Kekilli und İmran Ayata unterzeichneten Protestbriefe oder demonstrierten in Deutschland. Yücel: „Fragen Sie einen Almancı Ihrer Wahl und Sie werden jedes Mal eine andere Begründung hören, aber stets dasselbe Fazit:  Das ist für mich ein besonderes Land.“

## Rezeption
Für den Deutschlandfunk besprach Luise Sammann 2014 das Buch. Sie kritisierte, dass Yücel sich auf den ersten 30 Seiten „etwas umständlich quer durch die türkische Geschichte“ bewege. Dann komme er jedoch zu „seinem vielleicht wichtigsten Thema, dem Gezi-Gefühl“. Er schaffe es, „die Leichtigkeit und den Humor vom Sommer 2013 in seinen Texten zu spiegeln“. Besonders stark seien seine Beschreibungen in den im Reportagestil geschriebenen Kapiteln, in denen nicht Experten oder Historiker zu Wort kämen, sondern „Künstler und Managerinnen, Juden und Islamisten, Berufsrevolutionäre und Dönerverkäufer, Transvestiten und Hausfrauen“.
Ingo Arend schrieb bei Deutschlandfunk Kultur, Taksim ist überall sei nicht nur ein spannendes politisches Sachbuch, es sei auch ein aufschlussreiches, sozialpsychologisches Dokument. Yücel beziehe Partei für die Gezi-Bewegung, verliere aber „nie die Distanz zu seinem Gegenstand“.
In der Süddeutschen Zeitung rezensierte Luisa Seeling im Juni 2014 drei Bücher von Almancı, deutsch-türkischen Autoren, die im Frühjahr des Jahres in kleinen linken Verlagen erschienen waren. Zu Yücels Sachbuch stellt sie fest, er beschreibe seine Begegnungen in lebendiger, präziser Sprache. So entstehe wie ein Mosaik „ein Bild von den bis zu 3,5 Millionen Menschen, die im vergangenen Sommer auf die Straße gegangen sind“.
Yücels 200-Seiten-Reportage „gehört zum Besten, was es gegenwärtig über die zeitgenössische Türkei zu lesen gibt“, schrieb Iris Alanyali in der Welt. Es sei ein Buch über Gezi im Geiste Gezis, engagiert, humorvoll und romantisch. Yücel ordne ein, setze Gezi in Beziehung zu den Protesten vergangener Jahre – „und holt die Bewegung gerade dadurch auch vom Sockel“.